# Galya Kondeva
Galya Kondeva (en bulgare : Галя Георгиева Кондева-Мънкова), née le 24 décembre 1963 à Razlog, est une médecin et fonctionnaire bulgare.

## Biographie
Galya Kondeva est médecin depuis 1987 et est spécialisée en médecine interne et en hématologie clinique.
Elle est ministre de la Santé dans le gouvernement Glavchev I depuis le 9 avril 2024.